# Fra Københavns Børs
Fra Københavns Børs er et maleri af P.S. Krøyer fra 1895. Fra Københavns Børs blev rent arealmæssigt (254 x 409 cm) et af Krøyers største arbejder. Et møde i Videnskabernes Selskab er det største (266,7 x 519,4 cm).
I folkemunde fik værket titlen Et møde i hattemagerlavet, da det var tradition at bære høj hat når man var på Børsen.

## Bestillingsarbejde
Krøyer fik fra slutningen af 1880'erne mange bestillinger på portrætter. Opgaverne blev mere krævende med tiden som hans ry steg. Fra Københavns Børs, et gruppeportræt med 50 personer, var så stor en opgave at det tog flere måneder at male og det selvom han brugte mindst to fotografier, for at få perspektivet og personerne på plads, som forlæg fra professionelle fotografer. På det ene fotografi ses lysindfaldet fra vinduer på personerne i højre side, dette gengives også på maleriet. Desuden fik han hjælp til perspektivet af Ulrik Plesner.
Ideen til maleriet kom fra Gustav Adolph Hagemann, som skrev til Krøyer om han ville lave et af børsfolk i Børssalen. Han kunne starte med en skitse som Hagemann ville give 1000,- kr. for. Denne skitse skulle få børsfolk med på ideen, hvor de købte sig en plads på maleriet. Oprindelig var prisen for at komme med på billedet 500,- kr., men det var øjensynlig for meget, og projektet var ved at lide skibbrud på grund af manglende interesse fra børsfolkenes side. Projektet reddedes ved en donation fra grosserer S.W. Isberg fra handelshuset J.P. Suhr & Søn med 5.000 kr., hvorefter prisen justeredes for en plads på maleriet til at en plads i forgrunden kostede 500 kr, en mellemgrundsplads 300 kr og baggrunden 100 kr. Maleriet indbragte Krøyer den store sum af 19.444 kr og 48 øre, lidt mindre end de 20.000 kr. han var stillet i udsigt, de 20.000 kr. svarede til omtrent 1.320.000 kr. i 2018-kr.
C.F. Tietgen er den eneste som har plads omkring sig og med ansigtet mod beskueren og placeret i det gyldne snit. Pladsen blev der betalt for.

### Personerne på maleriet
Kilde: Robert Hove: Sø- og Handelsretten gennem 100 år.
- Johan Hansen, grosserer og skibsreder (1838–1913)
- Hans Peter Johan Lyngbye, konferensråd, grosserer (1834–1920)
- Jacob Holmblad, grosserer (1839–1904)
- Jacob B.A. Salomon, grosserer (1848-1915)[10]
- Carl Will, forsikringsdirektør
- Georg Petersen, grosserer (1820–1900)
- Sabinus Seidelin, købmand og grosserer (1819–1904)
- Jacob Heinrich Moresco, etatsråd, grosserer, fabrikant (1828–1906)
- Sophus Munk Plum, grosserer (1847–1904)[11]
- Albert Næser, grosserer, kaptajn og etatsråd (1841–1913)
- Emil Vett, handelsmand og medgrundlægger af Magasin du Nord (1843–1911)
- Theodor Wessel handelsmand og medgrundlægger af Magasin du Nord (1842–1905)
- Bernhard Ruben, etatsråd, fabrikant (1829-1896)
- Johan Frederik Carøe, grosserer, etatsråd, posthumt portræt (1817–1893)
- Harald Hansen, handelsmand og politiker (1835–1902)
- Alfred P. Hansen, etatsråd, konsul og grosserer (1829–1893)
- Wilhelm Petersen, købmand og politiker (1817–1895)
- Ferdinand Ekman, grosserer (1849–1901)
- Benny Levin Frænkel, vekselerer (1825–1893)[12]
- Frants Andreas Lorck, vekselerer (1841–1914)
- Harry Hertz, vekselerer (1828–1895)
- Franz Christopher Smidt, bankdirektør (1832–1896)
- Moritz Levy, bankdirektør (1824–1892)[13]
- Ludvig Bramsen minister, gehejmeetatsråd og erhvervsmand (1847–1914)
- Claus Langhaar Smidt, bankier, grosserer (1841–1918)[14]
- Peter Nicolai Damm, bankdirektør (1839–1918)[15]
- Martin Henriques, vekselmægler (1825–1912)
- Isak Salomon Salomonsen, vekselerer og etatsråd (1830–1916)
- Isak Glückstadt bankdirektør, politiker og gehejmeråd (1839–1910)
- Axel Prior, grosserer (1843–1898)
- Christian Holm, grosserer og etatsråd (1835–1920)
- Carl Frederik Tietgen, bank- og industrimand og gehejmekonferensråd (1829–1901)
- Toxen Worm, grosserer (1837–1902)
- Jacob Gotfred Halkier, grosserer (1837–1917)
- Adolf Carl, skibsreder (1848–1908)
- Andreas Collstrop, grosserer og legatstifter (1847–1933)
- Albert Berendsen, grosserer og konsularagent (1860–1897)
- Victor Høffding, grosserer og medstifter af ØK (1836–1910)[16]
- Johannes M. Holm, grosserer (1835–1912)
- F. Fischer, islandsk købmand
- Hans Fritz Henrik Schiødte, varemægler (1837-1916)[17]
- Marcus Meyer, varemægler
- Christoph Cloëtta, chokoladefabrikant og konsul (1835–1897)
- S.W. Isberg, statsråd, handelsmand, grosserer (1820–1895)
- Sigfred Goldschmidt, etatsråd, grosserer (1831–1906)
- Philip W. Heyman, direktør og grundlægger af Tuborg (1837–1893)
- Selgen Sthyr, forretningsmand, grosserer, grundlægger af Sthyr & Kjær (1837–1922)[18]
- Carl Gammeltoft konferensråd og direktør for De Danske Sukkerfabrikker (1856–1934)
- Valdemar Holm, grosserer (1835–1908)
- Louis Meyer, forretningsmand, grosserer (1843–1929)[19]

## Krøyer utilfreds
Krøyer var ikke helt tilfreds med billedet, Han følte sig bundet af opgaven. Børsfolkenes indbyrdes placering var bestemt af deres pengepung uden hensyntagen til helhedsvirkningen. Børsfolkenes begejstring var heller ikke i top.

## Børsens brand 2024
I forbindelse med Branden i Børsen 16. april 2024 blev maleriet reddet ud af bygningen sammen med andre historiske genstande. Det udstilles derefter midlertidigt på Skagens Museum.